# Masquerouge
Masquerouge est une série de bande dessinée scénarisée par Patrick Cothias et dessinée par André Juillard (trois premiers tomes) puis Marco Venanzi. Elle compte dix tomes à ce jour.
Publiée à l’origine dans Pif Gadget, cette série a initié par la suite le « Cycle des 7 Vies de l’Épervier » pré-publié dans Vécu.

## Synopsis
Dans la France du XVIIe siècle, les exploits d'une aventurière masquée sous le règne de Louis XIII.

## Albums
1. Masquerouge (1984)  (ISBN 2-7234-0425-0)
2. Le Charnier des Innocents (1984)  (ISBN 2-7234-0450-1)
3. Le Rendez-vous de Chantilly (1984)  (ISBN 2-7234-0457-9)
4. Les Intrigants (1991)  (ISBN 2-7234-1287-3)
5. Le Roi des fous (1992)  (ISBN 2-7234-1483-3)
6. Le Nid des étourneaux (1995)  (ISBN 2-7234-1715-8)
7. Le Bon Plaisir (1996)  (ISBN 2-7234-1979-7)
8. Les Mauvais Sentiments (1997)  (ISBN 2-7234-2212-7)
9. La Veuve noire (2000)  (ISBN 2-7234-2553-3)
10. Ami, remplis mon verre (2004)  (ISBN 2-7234-3323-4)

### Résumés
MasquerougeAu XVIIe siècle, sous le règne du jeune roi Louis XIII, un justicier masqué répondant au nom de « Masquerouge » sévit dans le pays. Animé des meilleures intentions, il détrousse les riches pour subvenir aux besoins des plus démunis. Sa popularité gagne vite les campagnes parallèlement à la fureur de la noblesse. Qui donc se cache derrière ce masque ?
Le Charnier des InnocentsParis, décembre 1624. Une étrange et puissante organisation, la secte de l’Araignée, planifie l'anéantissement d'un quartier pauvre et le massacre de ses habitants. Masquerouge tente de les en empêcher.
Le Rendez-vous de ChantillyParis, 24 décembre 1624. La baronne Ariane de Troïl rencontre le roi Louis XIII pour lui demander de l'argent destiné aux pauvres de sa paroisse. Il refuse de la recevoir, préférant utiliser cet argent pour financer la guerre. Apprenant qu'un convoi escorté par une cinquantaine de mousquetaires doit traverser la forêt de Chantilly afin d'apporter de l'argent au Roi, elle décide de s'en emparer.

## Éditeur
- Glénat : tomes 1 à 3 (première édition des tomes 1 à 3)
- Glénat (collection « Vécu ») : tomes 1 à 10 (première édition des tomes 4 à 10)